# Petit Danubi
El Petit Danubi (en eslovac: Malý Dunaj, en hongarès: Kis-Duna, en alemany: Kleine Donau) és una branca del riu Danubi a Eslovàquia.
Provè des del riu principal (Danubi), a la vora de la ciutat de Bratislava a una altitud de 126 metres sobre el nivell de la mar, i flueix més o menys paral·lel al Danubi fins a desembocar en el Váh a Kolárovo. La seva longitud és d'uns 128 quilòmetres.
La part del Váh entre Kolárovo i la seva confluència amb el Danubi a Komárno també s'anomena «Váh Danubi» (eslovac: Vážsky Dunaj, hongarès: Vag-Duna). L'illa entre el Danubi, el Petit Danubi i els rius Váh Danubi és la de Žitný Ostrov. A l'entorn immediat del Petit Danubi viuen espècies interessants d'animals així com creixen molts tipus de plantes i fongs. Entre els mamífers es troben la llúdria i la rata mesquera; d'ocells es troben especialment el cigne mut, el bernat pescaire, la cigonya blanca, el martinet menut, el blauet; els peixos present en el flux del riu són el silur, el misgurnus fossilis, gymnocephalus baloni, el squalius cephalus, la carpa koi japonesa o leuciscus leuciscus.

## Galeria

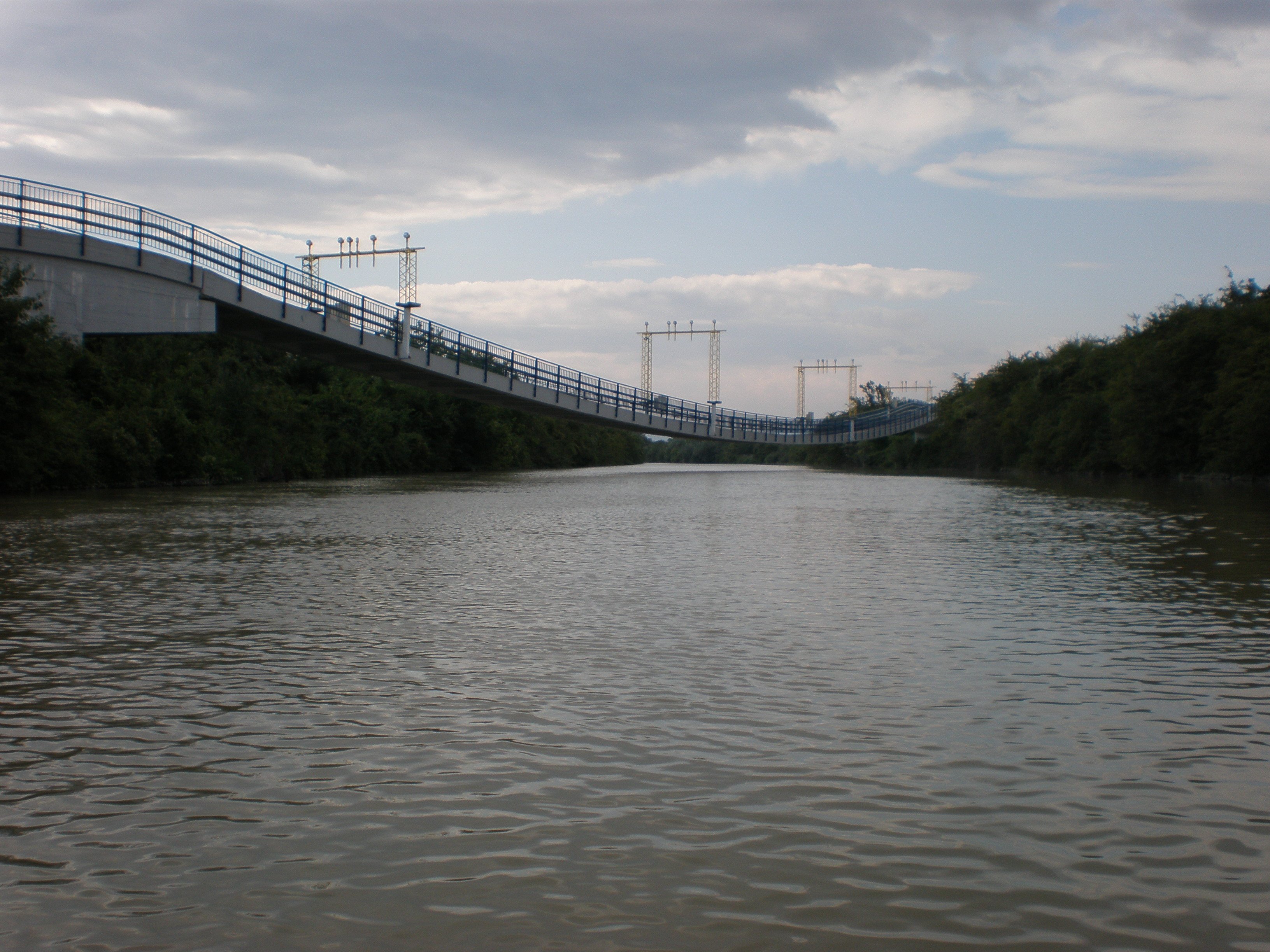
Vista a l'aeroport de Bratislava-Mil`s Rastislav Štefánik
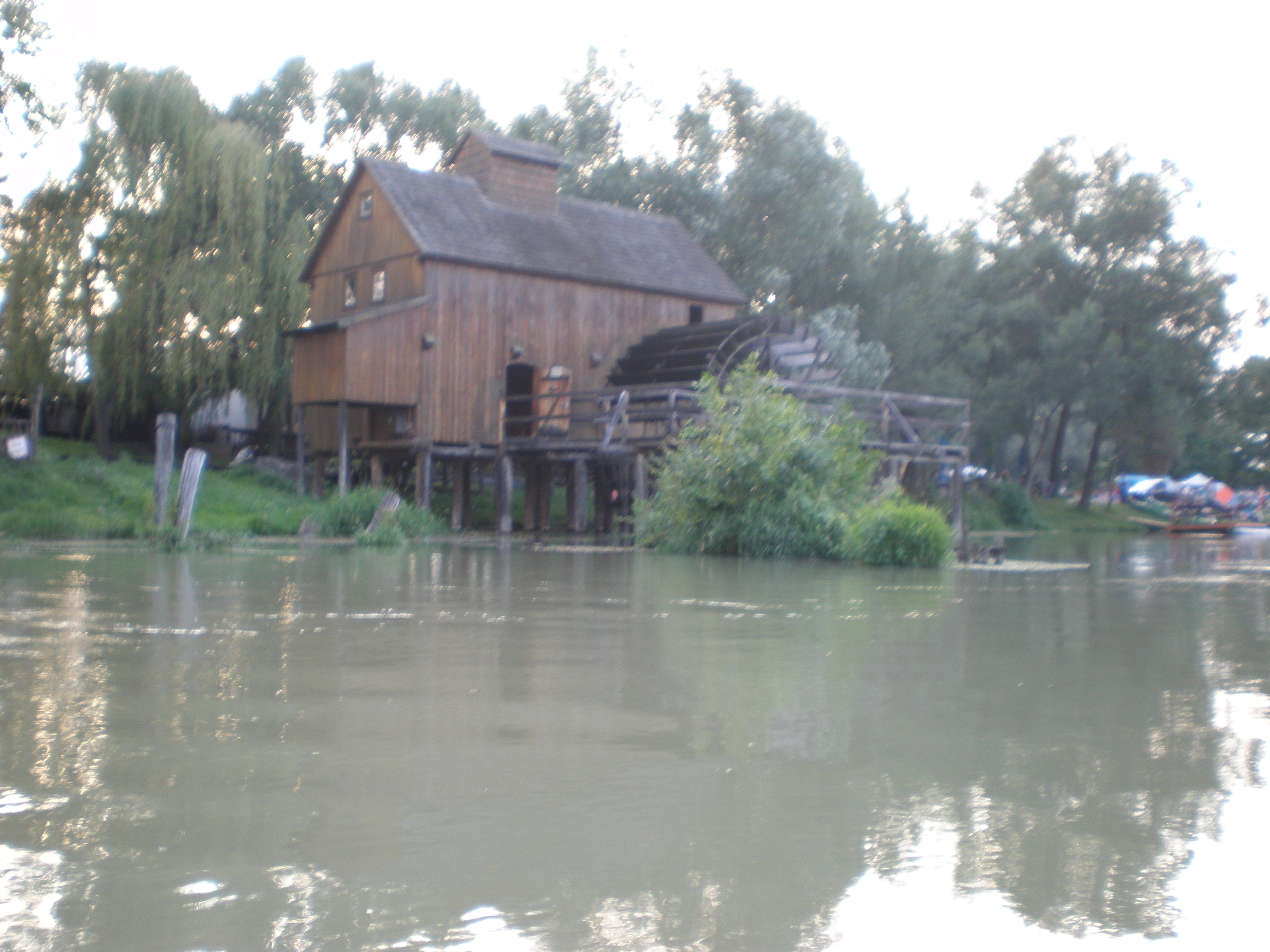
Molí d'aigua a Jelka
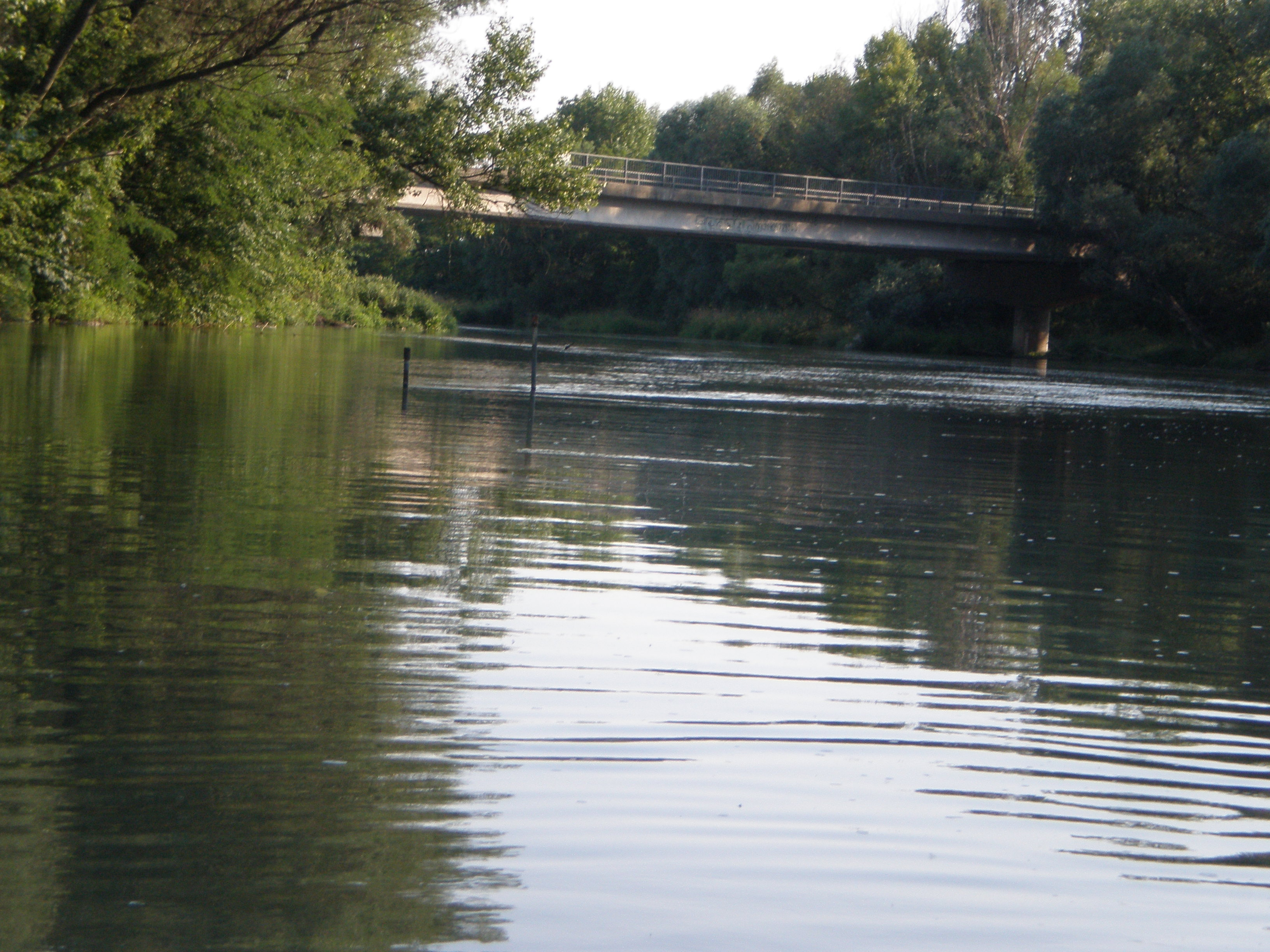
Un pont sobre el Petit Danubi a Hurbanova Ves
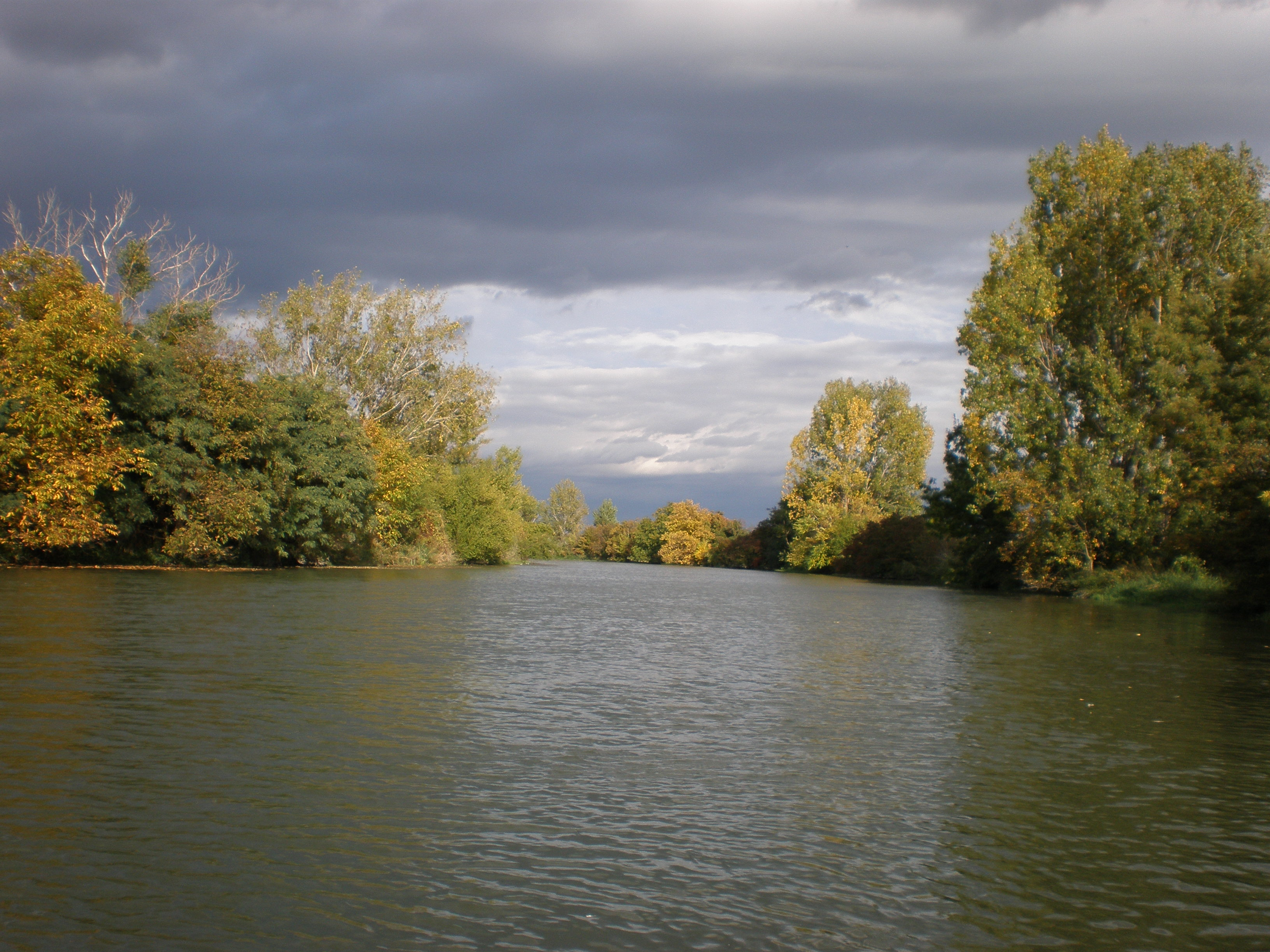
El Petit Danubi a Zálesi